# Cantó de Le Châtelet
El cantó de Le Châtelet és un cantó francès del departament del Cher, situat al districte de Saint-Amand-Montrond. Té 7 municipis i el cap és Le Châtelet.

## Municipis
- Ardenais
- Le Châtelet
- Ids-Saint-Roch
- Maisonnais
- Morlac
- Rezay
- Saint-Pierre-les-Bois

## Història
| Data d'elecció                           | Identitat     | Partit                     | Qualitat |
| ---------------------------------------- | ------------- | -------------------------- | -------- |
| 1945-196.                                | M. Dubreuil   | radical                    |          |
| 196.-196.                                | M. Dumont     | PCF                        |          |
| 196.-1998                                | René Dubreuil | Divers droite, després RPR |          |
| 1998-2011                                | Bernard Jamet | Divers droite              |          |
| 2011-                                    | Hubert Robin  | PS                         |          |
| les dades anteriors no són pas conegudes |               |                            |          |
|                                          |               |                            |          |

## Demografia
| A partir de 1990: Població sense dobles comptes |